# 34 километр (Хабаровский край)
34 киломе́тр — посёлок в районе имени Лазо Хабаровского края России. Входит в состав Ситинского сельского поселения.

## География
Посёлок 34 километр стоит в верховьях реки Сита, на автомобильной дороге Владимировка — Сукпай.
Расстояние до автотрассы «Уссури» (в селе Владимировка) 34 км (на запад). Расстояние до автотрассы «Восток» около 7 км (на запад).
Расстояние до административного центра сельского поселения посёлка Сита 14 км (на запад). Расстояние до районного центра посёлка Переяславка (через Владимировку) около 37 км.

## Население
| 1992 | 2002 | 2010 | 2011 | 2012 | 2021 |
| ---- | ---- | ---- | ---- | ---- | ---- |
| 113  | ↘95  | ↘66  | →66  | ↗67  | ↘33  |

## Инфраструктура
- Предприятия, занимающиеся заготовкой леса.
- Через посёлок проходила ведомственная Оборская железная дорога, которая в настоящее время разобрана.